# Robert Mercier
Robert Mercier (Parigi, 14 ottobre 1909 – 23 settembre 1958) è stato un calciatore francese, di ruolo attaccante.

## Carriera
Nel 1931 vinse la Coppa di Francia con il Club Français, mentre nel 1935-1936 si aggiudicò il double campionato-coppa nazionale con il RC Parigi. Nel 1932-1933 fu insieme a Walter Kaiser il primo capocannoniere della storia della Division 1 (o Première Division, dal 2002 denominata Ligue 1), massimo livello del campionato francese di calcio.

## Palmarès

### Club
- Coppa di Francia: 2

Club Français: 1930-1931
RC Parigi: 1935-1936
- Campionato francese: 1

RC Parigi: 1935-1936

### Individuale
- Capocannoniere della Ligue 1: 1

1932-1933 (15 gol)